# Synchronicity II
«Synchronicity II» (Sincronicidad II - en Español) es el tercer sencillo del disco Synchronicity, quinto álbum del trío británico de rock The Police.

## Lanzamiento
La canción fue publicada el 21 de octubre de 1983, siendo el tercer sencillo del álbum homónimo, lanzado en junio del mismo año. También hizo parte del álbum principal, siendo la canción que abre el lado B del LP.

## Portada
La foto de la portada del sencillo muestra a los integrantes de la banda, siendo Sting quien recibe mayor atención dentro de la foto. En la versión brasilera del sencillo, la cubierta se cambió por los colores básicos del disco principal, a saber, tres franjas horizontales siendo la primera amarilla, la segunda azul, y la tercera roja.

## Significado de la canción
Esta canción, que se refiere a la teoría de la sincronicidad de Carl Jung, habla sobre un hombre cuyo entorno, hogar y vida son terribles y deprimentes. La letra habla de problemas familiares y enfermedad mental ("Grandmother screaming at the wall") e inconformidad de su esposa ("mother chants her litany of boredom and frustration, but we know all her suicides are fake") así como humillación de parte de su jefe ("and every single meeting with his so-called superior/is a humiliating kick in the crotch"). Mientras tanto, lejos de ahí, algo monstruoso emerge de "un oscuro lago escocés", una posible referencia al monstruo del lago Ness.

## Lista de canciones
- «Synchronicity II» - 5:03
- «Once Upon a Daydream» - 3:31 (lado B)

## Formación
- Sting - Voz, Bajo
- Andy Summers - Guitarra, Coros
- Stewart Copeland - Batería, Coros

- Datos: Q2538856